# Настольный теннис на летних юношеских Олимпийских играх 2018
Соревнования по настольному теннису на летних юношеских Олимпийских играх 2018 года пройдут с 7 по 15 октября на спортивной арене Tecnópolis в Буэнос-Айреса, столицы Аргентины. Будут разыграны 3 комплекта наград: у юношей и девушек и среди смешанных пар. В соревнованиях, согласно правилам, смогут принять участие спортсмены рождённые с 1 января 2000 года по 31 декабря 2003 года.

## История
Настольный теннис является постоянным видом программы, который дебютировал на I летних юношеских Олимпийских играх в Сингапуре.
По сравнению с прошлыми играми, как и в 2010 и 2014 годах программа соревнований осталась прежняя. За всю историю б=юношеских игр было разыграно 6 комплектов наград, Китайские атлеты увезли домой 4 награды высшего достоинства, 2 золотые медали на первых играх отправились в Японию.

## Квалификация
Каждый Национальный олимпийский комитет (НОК) может быть представлен одним юношей и одной девушкой. В качестве принимающей стороны, Аргентине предоставляется максимальная квота, в случае, если спортсмены не смогут выполнить квалификационный норматив, ещё 4 места, по 2 у юношей и девушек, были распределены трехсторонней комиссией. Остальные 58 мест были определены в трех квалификационных этапах: шесть континентальных квалификационных турниров, шесть турниров «Отбор на юношеские игры» и мировой Рейтинг до 18 лет.
Смешанные пары были объединены из спортсменов одной и той же страны (17 команд). Остальные игроки сформировали континентальные смешанные команды в качестве второго варианта (2 африканские команды, 6 европейских команд, 3 Панамериканские команды), и интерконтинентальные команды (4 команды).
Общее число спортсменов, которые выступят на соревнованиях, было определено Международным олимпийским комитетом и составило 64 человека (32 юноши и 32 девушки).

## Календарь
| ЦО | Церемония открытия | ● | Квалификации | 2 | Финалы соревнований | ЦЗ | Церемония закрытия |

| Октябрь           | 06 Сб | 07 Вс | 08 Пн | 09 Вт | 10 Ср | 11 Чт | 12 Пт | 13 Сб | 14 Вс | 15 Пн | 16 Вт | 17 Ср | 18 Чт | Соревнования |
| ----------------- | ----- | ----- | ----- | ----- | ----- | ----- | ----- | ----- | ----- | ----- | ----- | ----- | ----- | ------------ |
| Настольный теннис | ●     | ●     | ●     | ●     | 2     |       | ●     | ●     | ●     | 1     |       |       | ●     | 3            |

## Медали
| Дисциплина                  | Золото | Золото | Серебро | Серебро | Бронза | Бронза |
| --------------------------- | ------ | ------ | ------- | ------- | ------ | ------ |
| Юноши. Личное первенство.   |        |        |         |         |        |        |
| Девушки. Личное первенство. |        |        |         |         |        |        |
| Смешанные пары.             |        |        |         |         |        |        |